# Eusirella elegans
Eusirella elegans är en kräftdjursart som beskrevs av Édouard Chevreux 1908. Eusirella elegans ingår i släktet Eusirella och familjen Eusiridae. Inga underarter finns listade i Catalogue of Life.